# Чжо

Иероглиф Чжо

Чжо (Zhuo) — китайская фамилия (клан). Перевод — «выдающийся».

## Известные Чжо 卓
- Чжо Вэньцзюнь , 卓文君 (II в. до н. э.), — китайская поэтесса времён династии Хань, супруга поэта Сыма Сянжу (179—117 до н. э.), создавшая «Плач о седой голове», где она упрекает в неверности мужа.
- Чжо Цзэн — профессиональный китайский киберспортсмен, игрок в Warcraft III.